# Krysiaki (Łódź)
Pour les articles homonymes, voir Krysiaki.
Krysiaki (prononciation [krɨˈɕaki]) est un village de la gmina de Rząśnia, du powiat de Pajęczno, dans la voïvodie de Łódź, situé dans le centre de la Pologne.
Il se situe à environ 6 kilomètres au nord de Rząśnia (siège de la gmina), 14 kilomètres au nord de Pajęczno (siège du powiat) et 64 kilomètres au sud-ouest de Łódź (capitale de la voïvodie).

## Administration
De 1975 à 1998, le village était attaché administrativement à l'ancienne voïvodie de Piotrków.

Depuis 1999, il fait partie de la nouvelle voïvodie de Łódź.